# Конс
Конс (лат. Consus) — в римской мифологии — бог-смотритель запасов зерна, подземных хранилищ силоса, также отвечавший за посев зерновых культур.
С течением времени Консу стали приписывать другие обязанности. Со времён Августа Конс становится богом доброго совета (Consus consilio, консультация). По легенде Конс был богом, который помог Ромулу советом в Сабинской войне.
Конс также стал богом тайных советов, хотя, возможно, это связано с неверной интерпретацией имени (Consus — консилиум, совет, синагога; место, где собираются советы). О связи Конса с тайными советами свидетельствует Сервий Туллий (En. 8:636): Consus autem deus est consiliorum («Конс, однако, в Совете Богов»).
Таким образом, создаётся впечатление, что Конс входил в Совет Богов (Dii Consentes), в который также входили шесть богов и шесть богинь. Совет созывался по приказу и в помощь Юпитеру для принятия особо важных решений, в частности, как поступить с Троей или Атлантидой. Эта традиция берёт начало в сказаниях этрусков, а также упоминается у других народов, в частности у Гомера.

## Культ
Почитался совместно с богиней Опой: 25 (или 23) августа справлялся день опиконсивий (опиконсуалия — лат. Opiconsualia); в то же время, празднования в его собственную честь — консуалии — отмечались 21 августа и 15 декабря. Во время празднеств проводились скачки на конях, сельскохозяйственных животных или ослах. Осёл и конь считались священными животными Конса.
Его алтарь находился ниже уровня земли, возможно, в подвале Большого цирка или — согласно другим источникам — в обычное время был засыпан землей, которую на время консуалий убирали.